# لماكون (سادات محمودي)
لماكون (بالفارسية: لماکون) هي قرية تقع في إيران في قسم سادات محمودي الريفي. يقدر عدد سكانها بـ 18 نسمة بحسب إحصاء 2016.